# Polyphagie (régime alimentaire)
Pour les articles homonymes, voir Polyphagie.
La polyphagie est un régime alimentaire constitué d'aliments variés, mais dont le choix d'espèces consommables est restreint à des classes précises ou à différents ordres. C'est ce qui distingue la polyphagie de la forme la plus extrême d'euryphagie qu'est le régime omnivore.

## Définition
Les polyphages sont des espèces dont le choix alimentaire se porte sur quelques grands groupes : des ordres ou même parfois des classes distinctes, ce qui les différencie des sténophages qui dépendent d'un petit groupe ou d'une seule espèce. Ce sont donc bien des organismes euryphages (à régime alimentaire large), bien qu'ils ne soient pas omnivores.
Quand la diversification alimentaire est limitée à un genre ou une famille, cas fréquent chez les insectes, on utilise plutôt le terme d'oligophage.
Quand il s'agit d'un parasite, un polyphage est un organisme qui peut vivre aux dépens d'un grand nombre d'espèces différentes.

## Quelques exemples
C'est le cas par exemple du Mulot sylvestre (Apodemus sylvaticus) qui consomme aussi bien des végétaux terrestres que des invertébrés, mais ni algues, ni oiseaux, ni mammifères, ni poissons, ni reptiles...
Autre exemple de polyphage : la chenille du Bombyx de la ronce (Macrothylacia rubi), communément nommée « la polyphage », qui consomme, parmi beaucoup d'autres, des plantes aussi diverses que des fraisiers, de la luzerne, des bruyères ou des rosiers, mais uniquement des végétaux.

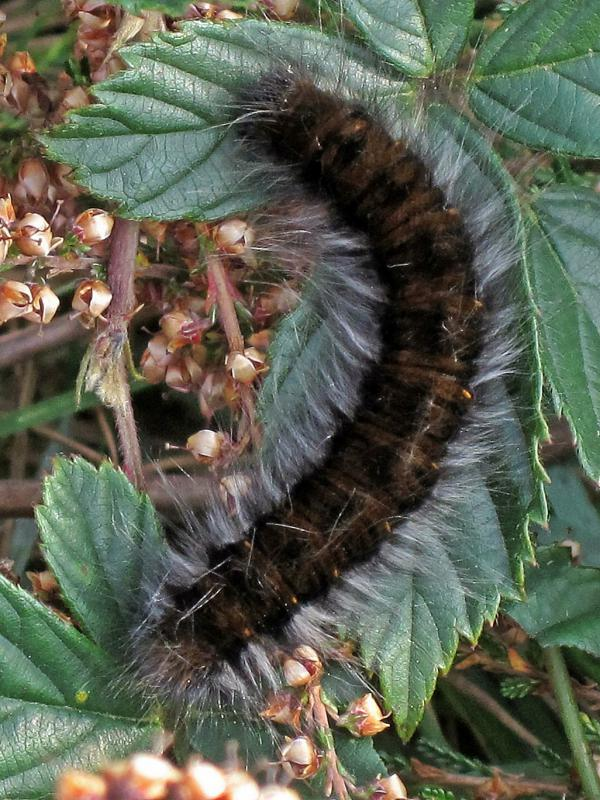
Chenille de Bombyx de la ronce
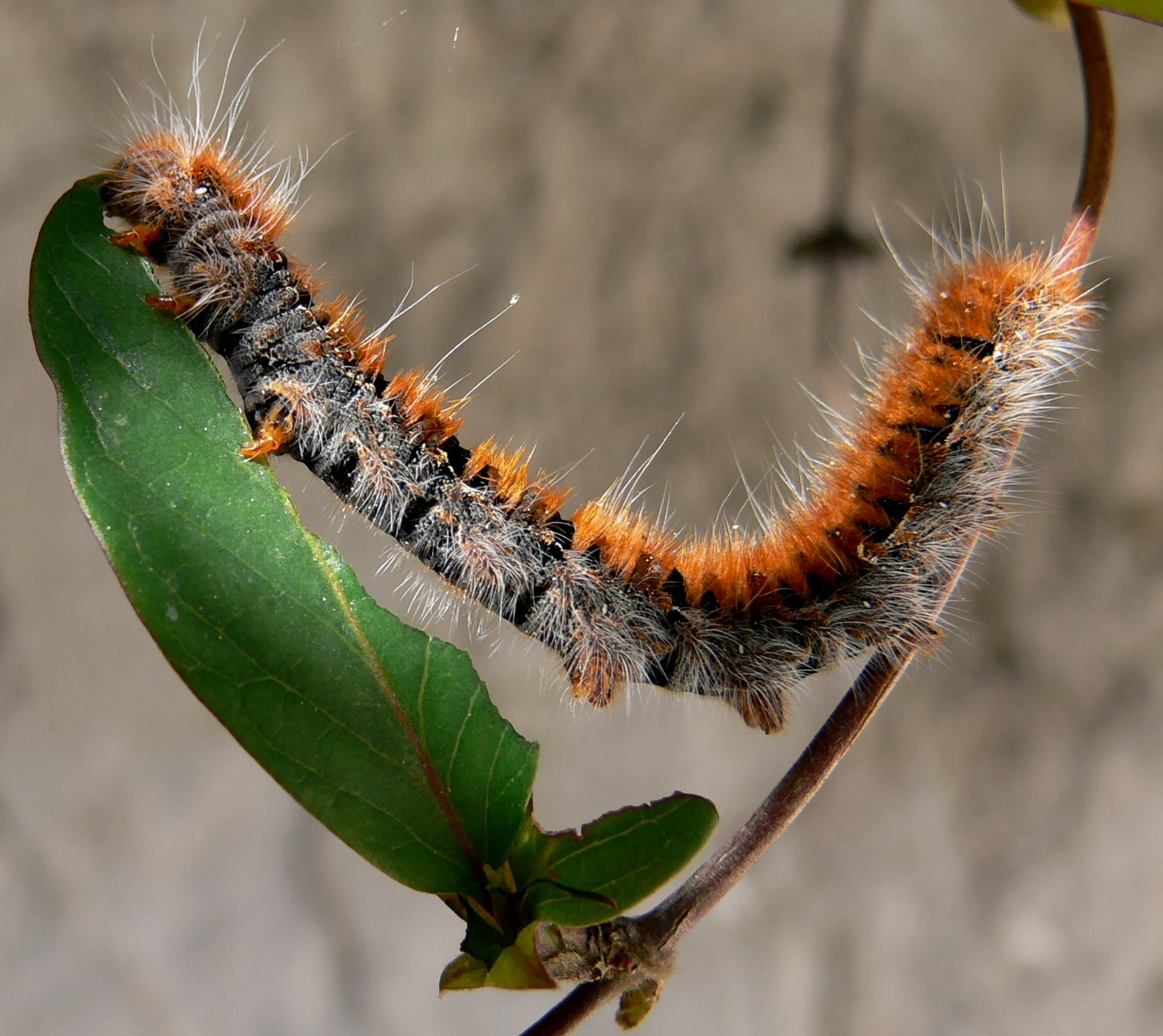
Chenille de Bombyx de la ronce sur du Chèvrefeuille
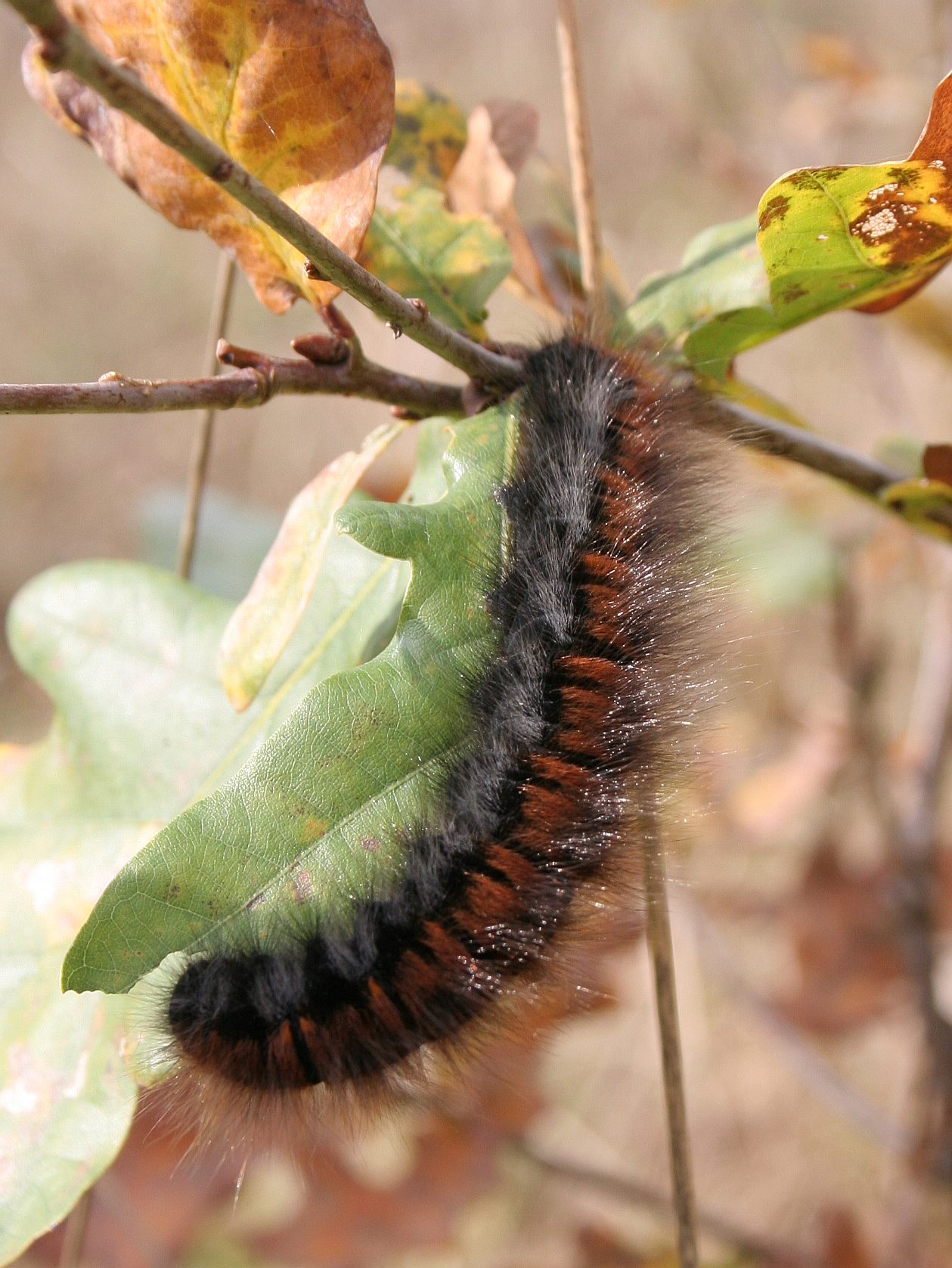
Chenille de Bombyx de la ronce sur du Chêne
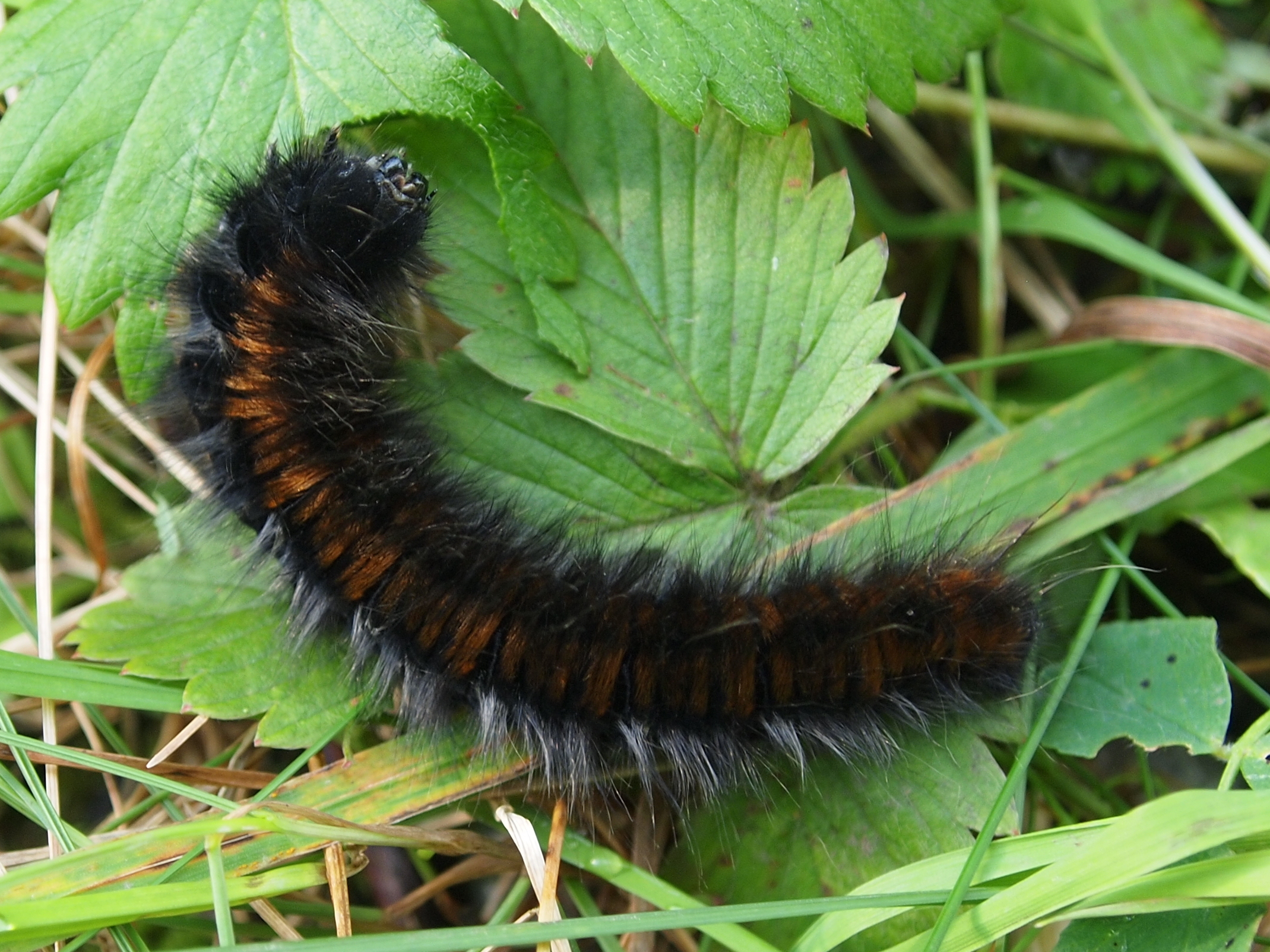
Chenille de Bombyx de la ronce sur du Fraisier

## Utilisation par les humains
La lutte biologique contre les insectes ravageurs s'intéresse aux polyphages. Des solutions sont à l'étude pour limiter la prolifération des espèces résistantes aux pesticides : des lâchers d'espèces entomophages, qui exercent leur voracité sur des larves ou insectes adultes, comme la Coccinelle maculée (Coleomegilla maculata) ou la Punaise translucide (Hyaliodes vitripennis), ou bien la pulvérisation des cultures avec un champignon microscopique tel que Beauveria bassiana, naturellement présent dans les écosystèmes et qui contamine les larves d'insectes.